# Jean-Louis Vaudoyer
Jean-Louis Vaudoyer (Le Plessis-Robinson, 10 settembre 1883 – Parigi, 20 maggio 1963) è stato uno storico dell'arte, scrittore e poeta francese.
Nipote dell'architetto Léon Vaudoyer, fu autore di opere ispirate all'Italia.

## Premi letterari
1928 - Gran premio di letteratura dell'Accademia francese, per l'insieme della sua opera letteraria.

## Opere
(elenco parziale)
- Jean-Louis Vaudoyer, Vicenza: dal volume Les delices d'Italie: essais, impressions, souvenirs, traduzione di Teresa De Poli, Vicenza, Luigi Favero, 1924.
- Jean-Louis Vaudoyer, Il convento veneziano: commedia coreografica in due atti e due quadri, Milano, Ricordi, 1925.
- Jean-Louis Vaudoyer, Pittori e scultori: 1927, scritti di Jean Louis Vaudoyer, Enrico Somarè, Ardengo Soffici, Milano, G.E.A., 1927.